# Парламентська асамблея НАТО
Парла́ментська асамбле́я НА́ТО (англ. NATO Parliamentary Assembly) заснована у 1955 році слугує консультативним міжпарламентським органом Північно-Атлантичного Альянсу. Голова — Жоель Гарріо-Майлям.
У 2024 році на 70-й щорічній сесії у Монреалі ухвалена резолюція, щоб допомогти Україні стати 33-м членом Альянсу.

## Функції
Збираючи разом законодавців зі всіх країн-членів НАТО, асамблея забезпечує зв'язок між НАТО та парламентами її членів.
Водночас, це полегшує обізнаність та розуміння парламентами ключових питань безпеки та сприяє більшій прозорості політики НАТО. Це допомагає підтримувати та зміцнювати зв'язки на яких заснований Альянс.
З кінця Холодної війни асамблея взяла на себе нову роль, інтегруючи в свою роботу парламентарів з країн Центральної і Східної Європи та за її межами, які шукають більш тісних зв'язків з НАТО. Така інтеграція забезпечила як політичну, так і практичну допомогу та зробила внесок у зміцнення парламентської демократії в усьому євроатлантичному регіоні, доповнила та посилила свою програму партнерства і співпраці.
Асамблея надала допомогу в процесі ратифікації Протоколів про вступ, підписаних наприкінці 1997, що мало наслідком вступ Чехії, Угорщини та Польщі до Альянсу в березні 1999 року. Вона відіграла таку ж роль в процесі ратифікації, що привело до вступу Болгарії, Естонії, Латвії, Литви, Румунії, Словаччини та Словенії в березні 2004 року.

## Склад
Парламентська асамблея НАТО складається з 257 делегатів з 28 країн. Делегати з 14 асоційованих країн, Європейського парламенту, 4 регіональних країн-партнерів, Парламентської асамблеї Середземномор'я, спостерігачі з 7 інших країн та міжпарламентських асамблей також беруть участь в його діяльності.
Делегати асамблеї призначаються їхніми парламентами відповідно до їх процедур на основі партійного представництва в парламентах. Тому асамблея представляє широкий спектр політичних поглядів.
Органом управління асамблеї є комітет, до складу якого входять голови всіх делегацій країн-членів, Президент, Віцепрезиденти, Казначей та Генеральний Секретар.

#### Структура комітетів
Є п'ять комітетів: Цивільної безпеки, Оборони і безпеки, Економіки і безпеки, Політики, Науки і техніки. Вони зайняті розглядом всіх основних сучасних проблем в своїх областях.
Комітети та підкомітети пишуть звіти, які потім обговорюються як проекти на весняній сесії асамблеї. Звіти потім розглядаються та оновлюються для обговорення, внесення змін та прийняття на щорічній сесії Асамблеї восени.
На щорічній сесії, комітети також виробляють політичні рекомендації, які ставлять на голосування асамблеї та пересилають до Північноатлантичної ради та Генерального секретаря НАТО, а також розміщають на вебсайті Асамблеї. Генеральний секретар НАТО відповідає письмово на рекомендації Асамблеї.
Члени комітетів Асамблеї проводять регулярні візити і зустрічі, де вони беруть участь у брифінгах провідних державних і парламентських представників, а також вчених та експертів. Делегація асамблеї також здійснює поїздки в зони дій НАТО, такі як Афганістан або Балкани.

#### Інші органи асамблеї
Інші органи асамблеї включають Середземноморську та Середньосхідну спеціальні групи для підтримки парламентського діалогу та порозуміння з країнами Близького Сходу та Північної Африки, Міжпарламентську Раду Україна-НАТО, Парламентський комітет Росія-НАТО, Міжпарламентську Раду Грузія-НАТО.

### Фінансування
Асамблея фінансується парламентами та урядами країн-членів, і вона фінансово та адміністративно відокремлена від НАТО. Внесок кожної країни ґрунтується на формулі громадянського бюджету НАТО.

### Програма Роуз-Рот
Програма партнерства та співробітництва Роуз-Рот призначена щоб надавати допомогу країнам, що переживають важкі політичні та економічні реформи. Програма була спочатку розроблена для підтримки Центрально- та Східно-європейських країни, але згодом зосередилась головним чином на Балканах та Південному Кавказі.
У рамках цієї програми, щороку проводяться 2-3 семінари Роуз-Рот організовуються в країнах, що не входять в НАТО в партнерстві з парламентом приймаючої країни. Ці події, на яких присутні члени парламенту від членів і партнерів, а також незалежних експертів, зосереджують увагу на питаннях регіональної та місцевої безпеки. Поряд з додатковими навчальними програмами для співробітників парламенту і членів парламенту, ці події підіймають такі питання, як ефективний парламентський контроль оборони та військових.

### Програма «Нові парламентарі»
Програма «Нові парламентарі» фокусується в першу чергу на молодих та новообраних членах парламенту країн НАТО або Ради Євроатлантичного Співробітництва, а також тих, хто вперше призначений на посади зв'язані з безпекою або з іноземними справами. Програма спрямована на забезпечення поглибленого вивчення функціонування та політики НАТО і Штабу Верховного головнокомандувача союзних сил Європи, а також з розвитку відносин Альянсу з її численними партнерами. Програма була запущена в 2000 році і проводиться щорічно в Брюсселі.

### Парламентський трансатлантичний форум
У 2001 році асамблея оголосила щорічний «Парламентський трансатлантичний форум», який об'єднує членів асамблеї з високопоставленими представниками американської адміністрації і наукових експертів. Форум щорічно проводиться у Вашингтоні у співпраці з американським Університетом національної оборони та Атлантичною радою Сполучених Штатів.

## Заснування та розвиток асамблеї
Ідея залучити парламентарів Альянсу до колективних обговорень з проблем, з якими стикається трансатлантичне партнерство вперше з'явилася на початку 1950их і стала реальністю із створенням щорічній конференцій парламентарів країн НАТО в 1955 році.
Основи співробітництва між НАТО та асамблеєю були посилені в грудні 1967, коли Північноатлантична рада уповноважила Генерального секретаря НАТО домагатися більш тісної співпраці між цими двома органами. В результаті цих обговорень протягом наступного року, Генеральний секретар НАТО, після консультації з Північноатлантичною радою, реалізував низку заходів щодо підвищення робочих відносин між НАТО та асамблеєю. Ці заходи включали зобов'язаність Генерального секретаря притримуватися всіх рекомендацій і резолюцій, прийнятих асамблеєю.
Як реакція на падіння Берлінської стіни наприкінці 1980-х років, Парламентська Асамблея розширила свій вплив шляхом розробки тісних відносини з політичними лідерами Центральної та Східної Європи.

## Відносини з НАТО
Немає формального зв'язку між асамблеєю та НАТО, хоча в них довга історія співпраці, що посилилася в епоху після закінчення холодної війни.
Постійний комітет асамблеї збирається щорічно разом з Генеральним секретарем та постійними представниками при Північноатлантичній раді в штаб-квартирі НАТО з метою обміну думками про стан альянсу та забезпечення перспективи законодавців. Генеральний секретар бере участь у весняних і осінніх сесіях асамблеї, а також інших спеціальних заходах. Він також надає письмову відповідь на рекомендації, прийняті асамблеєю на її осінній сесії. Президенти асамблеї, в свою чергу, беруть участь у самітах альянсу.
Верховний головнокомандувач союзних сил в Європі та інші високопоставлені військові чиновники НАТО також регулярно зустрічаються з членами асамблеї в різних форматах.

## Відносини з Україною та Грузією
Розвиваючи відносини асамблея розробила спільно з парламентами Росії та України Основоположний акт про взаємні відносини, співпрацю та безпеку [Архівовано 10 квітня 2020 у Wayback Machine.] між Російською Федерацією і НАТО, підписаний у травні 1997 року, і Хартію Україна-НАТО [Архівовано 11 березня 2014 у Wayback Machine.] підписану в липні 1997 року для розширення діалогу і співпраці з Федеральними Зборами Російської Федерації та Верховною Радою України.

### Міжпарламентська рада Україна— НАТО
В 2002 асамблея вирішила вивести свої відносини з Україною на новий рівень створивши Міжпарламентський комітет Україна-НАТО. Співпраця асамблеї з Верховною Радою поступово зміцнювалась напередодні українських президентських виборів у 2004 році. Пізніше створено Міжпарламентську раду.
Міжпарламентська рада Україна-НАТО здійснює парламентський контроль за реалізацією стратегії євроатлантичної інтеграції як самостійно (через Спеціальну парламентську комісію з моніторингу виконання Плану дій Україна-НАТО), так і спільно з Парламентською асамблеєю НАТО. Міжпарламентська рада Україна-НАТО контролює відносини НАТО з Україною, звертаючи особливу увагу на парламентські аспекти оборони та політичних реформ в Україні. На додаток до зустрічей, які проводяться в Брюсселі та Києві раз на два роки, комітети та підкомітети приїжджають до Києва щороку.

### Міжпарламентський комітет Грузія— НАТО
У 2009 році Асамблея схвалила створення міжпарламентського комітету Грузія-НАТО. Комітет складається з двох віцепрезидентів асамблеї та голови грузинської делегації в ПА НАТО. Вони несуть відповідальність за координацію всієї діяльності асамблеї, пов'язаної з Грузією.

### Парламентський комітет НАТО— Росія
Разом із створенням в травні 2002 комітету Росія-НАТО, ПА НАТО створила Парламентський комітет НАТО — Росія. Парламентський Комітет НАТО — Росія збирався двічі на рік (по разу на кожну сесію асамблеї). Він став головним інструментом парламентських відносин між НАТО та Росією. Він складався з лідерів 28 делегацій асамблеї та лідерів російської делегації в асамблеї. Крім співпраці в цій спільній комісії, 10 осіб із російської делегації брали участь у пленарних засіданнях асамблеї та нарадах багатьох комітетів та підкомітетів асамблеї. Парламентський комітет НАТО — Росія припинив свою діяльність у квітні 2014 року після початку війни на сході України та незаконної анексії Криму. 

## Спеціальна група із Середземномор'я та Близького Сходу
Асамблея в 1995 році створила Спеціальну групу з Середземномор'я з метою відкриття політичного діалогу із законодавцями з країн Близького Сходу та Північної Африки. Програма поступово розширюється — асамблея в даний час має відносини на різних рівнях з парламентами дев'яти країн Південного і Східного Середземномор'я: Алжиру, Кіпру, Єгипту, Ізраїлю, Йорданії, Мальти, Марокко, Тунісу, Мавританії, Палестини. Попередні контакти останнім часом були створені з деякими країнами Перської затоки.
Щорічна діяльність групи включає відвідування одного з регіональних партнерів та два семінари, один з яких проводиться в Неаполі, у співпраці з італійським парламентом. Ці зустрічі спрямовані на розширення парламентської обізнаності про проблеми регіону, сприяння політичному діалогу між парламентарями та обмін передовим досвідом між членами відповідних парламентів.

## Голови асамблеї[7]
| Ім'я                   | Країна          | Роки на посаді |
| ---------------------- | --------------- | -------------- |
| Вішарт Робертсон       | Канада          | 1955-1956      |
| Вейн Хейс              | США             | 1956-1957      |
| Йоган Фенс             | Нідерланди      | 1957-1959      |
| Антуан Безева          | Франція         | 1959-1960      |
| Нідс Лангєлє           | Норвегія        | 1960-1961      |
| П'єтро Мікара          | Італія          | 1961-1962      |
| Лорд Краторн           | Велика Британія | 1962-1963      |
| Джоржд Клізінг         | ФРН             | 1963-1964      |
| Анрі Море де Мелен     | Бельгія         | 1964-1965      |
| Хосе Суарес да Фонсека | Португалія      | 1965-1966      |
| Жан-Еде Дюб'є          | Канада          | 1966-1967      |
| Матіас А. Матісен      | Ісландія        | 1967-1968      |
| Касім Гюлєк            | Туреччина       | 1968-1969      |
| Вейн Л. Хейс           | США             | 1969-1970      |
| Ромен Фандел           | Люксембург      | 1970-1971      |
| Теренс Мерфі           | Канада          | 1971-1972      |
| Джон В. Піл            | Велика Британія | 1972-1973      |
| Кнуд Дамгаард          | Данія           | 1973-1975      |
| Вейн Л. Хейс           | США             | 1975-1977      |
| Джефрі де Фрейтас      | Велика Британія | 1977-1979      |
| Пол Тінс               | Норвегія        | 1979-1980      |
| Джек Брукс             | США             | 1980-1982      |
| Пітер Кортер'єр        | ФРН             | 1982-1983      |
| Патрік Уолл            | Велика Британія | 1983-1985      |
| Чарльз Матіас          | США             | 1985-1986      |
| Тон Фрінкін            | Нідерланди      | 1986-1988      |
| Патрік Даффі           | Велика Британія | 1988-1990      |
| Чарлі Роуз             | США             | 1990-1992      |
| Луіс Бува              | Франція         | 1992-1994      |
| Карстен Фойгт          | Німеччина       | 1994-1996      |
| Вільям Рот             | США             | 1996-1998      |
| Хав'єр Руперес         | Іспанія         | 1998-2000      |
| Том Блейлі (в.о.)      | США             | 2000           |
| Рафаель Естрелла       | Іспанія         | 2000-2002      |
| Дуг Беройтер           | США             | 2002-2004      |
| П'єр Лєлош             | Франція         | 2004-2006      |
| Берт Кондерс           | Нідерланди      | 2006-2007      |
| Хосе Лело              | Португалія      | 2007-2008      |
| Джон Таннер            | США             | 2008-2010      |
| Карл А. Ламерс         | Німеччина       | 2010-2012      |
| Хью Бейлі              | Велика Британія | 2012-2014      |
| Майк Тернер            | США             | 2014-2016      |
| Паоло Аллі             | Італія          | 2016-2018      |
| Раса Юкнявічене        | Литва           | 2018           |
| Маделен Мун            | Велика Британія | 2018—2019      |
| Аттіла Мештерхазі      | Угорщина        | 2019—2020      |
| Джеррі Коннолі         | США             | 2020—2022      |
| Жоель Гарріо-Майлям    | Франція         | з 2022         |

## Члени та асоційовані члени

### Члени
| - Албанія (4) - Бельгія (7) - Болгарія (6) - Велика Британія (18) - Греція (7) - Данія (5) - Естонія (3) | - Ісландія (3) - Іспанія (8) - Італія (18) - Канада (19) - Латвія (4) - Литва (4) - Люксембург (3) | - Нідерланди (7) - Німеччина (18) - Норвегія (5) - Польща (12) - Португалія (7) - Румунія (8) - Словаччина (5) | - Словенія (3) - США (20) - Туреччина (18) - Угорщина (6) - Франція (18) - Хорватія (5) - Чехія (7) - Чорногорія (3) |
| Цифри в дужках означають кількість депутатів від даної країни                                            | Цифри в дужках означають кількість депутатів від даної країни                                      | Цифри в дужках означають кількість депутатів від даної країни                                                  | Всього: 251 |

### Асоційовані члени
| - Австрія (5) - Азербайджан (5) - Вірменія (3) - Боснія і Герцеговина (3) - Грузія (4) - Північна Македонія (3) - Молдова (3) | - Сербія (5) - Україна (8) - Фінляндія (4) - Чорногорія (3) - Швейцарія (5) - Швеція (5) |
| Цифри в дужках означають кількість депутатів від даної країни                                                                 | Всього: 66                                                                               |